# Alnus pubescens
Alnus pubescens är en björkväxtart som beskrevs av Ignaz Friedrich Tausch. Alnus pubescens ingår i släktet alar, och familjen björkväxter. Inga underarter finns listade.